# Лејк Елсинор (Калифорнија)
Лејк Елсинор (енгл. Lake Elsinore) град је у америчкој савезној држави Калифорнија. По попису становништва из 2010. у њему је живело 51.821 становника.

## Демографија
Према попису становништва из 2010. у граду је живело 51.821 становника, што је 22.893 (79,1%) становника више него 2000. године.
| Група             | 2000.          | 2010.          |
| Белци             | 14.877 (51,4%) | 19.604 (37,8%) |
| Афроамериканци    | 1.501 (5,2%)   | 2.738 (5,3%)   |
| Азијати           | 592 (2,0%)     | 2.996 (5,8%)   |
| Хиспаноамериканци | 11.007 (38,0%) | 25.073 (48,4%) |
| Укупно            | 28.928         | 51.821         |